# تشاليت بونسين
تشاليت بونسين (بالتايلندية: ชลิต บุญสิงคาร)‏ (مواليد 3 يوليو 1967) هو ملاكم تايلاندي، مثّل بلاده في الألعاب الأولمبية الصيفية 1992.

## روابط خارجية
تشاليت بونسين على موقع أوليمبيديا (الإنجليزية)